# 환경농업연구원
환경농업연구원은 땅과 사람을 살리는 이념을 실천할 수 있는 환경친화적 국내·외 연구 및 기술개발 보급을 목적으로 2010년 4월 21일 설립된 대한민국 농림수산식품부 소관의 사단법인이다. 사무실은 서울특별시 서초구 방배3동 1001-34, 제중빌딩 501호에 있다.